# П'єррон (Іллінойс)
П'єррон (англ. Pierron) — селище (англ. village) в США, в округах Бонд і Медісон штату Іллінойс. Населення — 459 осіб (2020).

## Географія
П'єррон розташований за координатами 38°46′23″ пн. ш. 89°35′54″ зх. д. / 38.77306° пн. ш. 89.59833° зх. д. (38.772976, -89.598228).  За даними Бюро перепису населення США в 2010 році селище мало площу 2,16 км², уся площа — суходіл.

## Демографія
Згідно з переписом 2010 року, у селищі мешкало 600 осіб у 247 домогосподарствах у складі 157 родин. Густота населення становила 277 осіб/км².  Було 263 помешкання (121/км²).
Расовий склад населення:
| - 98,8 % — білих - 0,3 % — чорних або афроамериканців - 0,2 % — азіатів |

До двох чи більше рас належало 0,7 %. Частка іспаномовних становила 2,0 % від усіх жителів.
За віковим діапазоном населення розподілялося таким чином: 24,5 % — особи молодші 18 років, 62,8 % — особи у віці 18—64 років, 12,7 % — особи у віці 65 років та старші. Медіана віку мешканця становила 38,8 року. На 100 осіб жіночої статі у селищі припадало 98,7 чоловіків;  на 100 жінок у віці від 18 років та старших — 97,8 чоловіків також старших 18 років.
Середній дохід на одне домашнє господарство  становив 44 915 доларів США (медіана — 32 917), а середній дохід на одну сім'ю — 58 605 доларів (медіана — 49 375). За межею бідності перебувало 22,2 % осіб, у тому числі 38,1 % дітей у віці до 18 років та 12,1 % осіб у віці 65 років та старших.
Цивільне працевлаштоване населення становило 192 особи. Основні галузі зайнятості: виробництво — 19,8 %, роздрібна торгівля — 16,7 %, освіта, охорона здоров'я та соціальна допомога — 16,1 %.